# Wagersrott
Wagersrott (dänisch: Vogsrød) ist eine Gemeinde im Kreis Schleswig-Flensburg in Schleswig-Holstein.

## Geographie

### Geographische Lage
Das Gemeindegebiet von Wagersrott erstreckt sich im Süden des Naturraums Angeln (Haupteinheit Nr. 700) nordöstlich von Süderbrarup. Die Oxbek (dänisch Oksbæk), auch Mühlenau (dänisch Mølleå) genannt, grenzt teilweise das Gemeindegebiet nach Süden hin ab.

### Gemeindegliederung
Neben dem für die Gemeinde namenstiftenden Dorf befinden sich auch die Häusergruppe Justrup und die Streusiedlung Gangerschild (dänisch Gangelskel) als weitere Wohnplätze im Gemeindegebiet.

### Nachbargemeinden
Das Gemeindegebiet Wagersrotts ist umgeben von:
| Saustrup     |                                             |             |
| Norderbrarup | Kompassrose, die auf Nachbargemeinden zeigt | Scheggerott |
|              | Süderbrarup                                 |             |

## Geschichte
Der Ortsname ist erstmals 1460 als Wogesrode dokumentiert. Er setzt sich zusammen aus -rott (altdänisch ruth, neudänisch rød) für Rodung und Wager (altd. Waghn, ndän. vogn, vgl. altnordisch vǫg) für Wagen. Auffallend ist der Ausfall des n. Vor der Genitivendung s ist ein sekundäres r eingeschoben. Der Ortsname Gangersschild ist eine Zusammensetzung von altdän. gangere für Reitpferd oder Passgänger und entweder dän. skjold für Schild oder eher dän. skel für Grenzscheide. Ganger (altnordisch Gángari) ist auch einer der Beinamen Odins.

## Politik

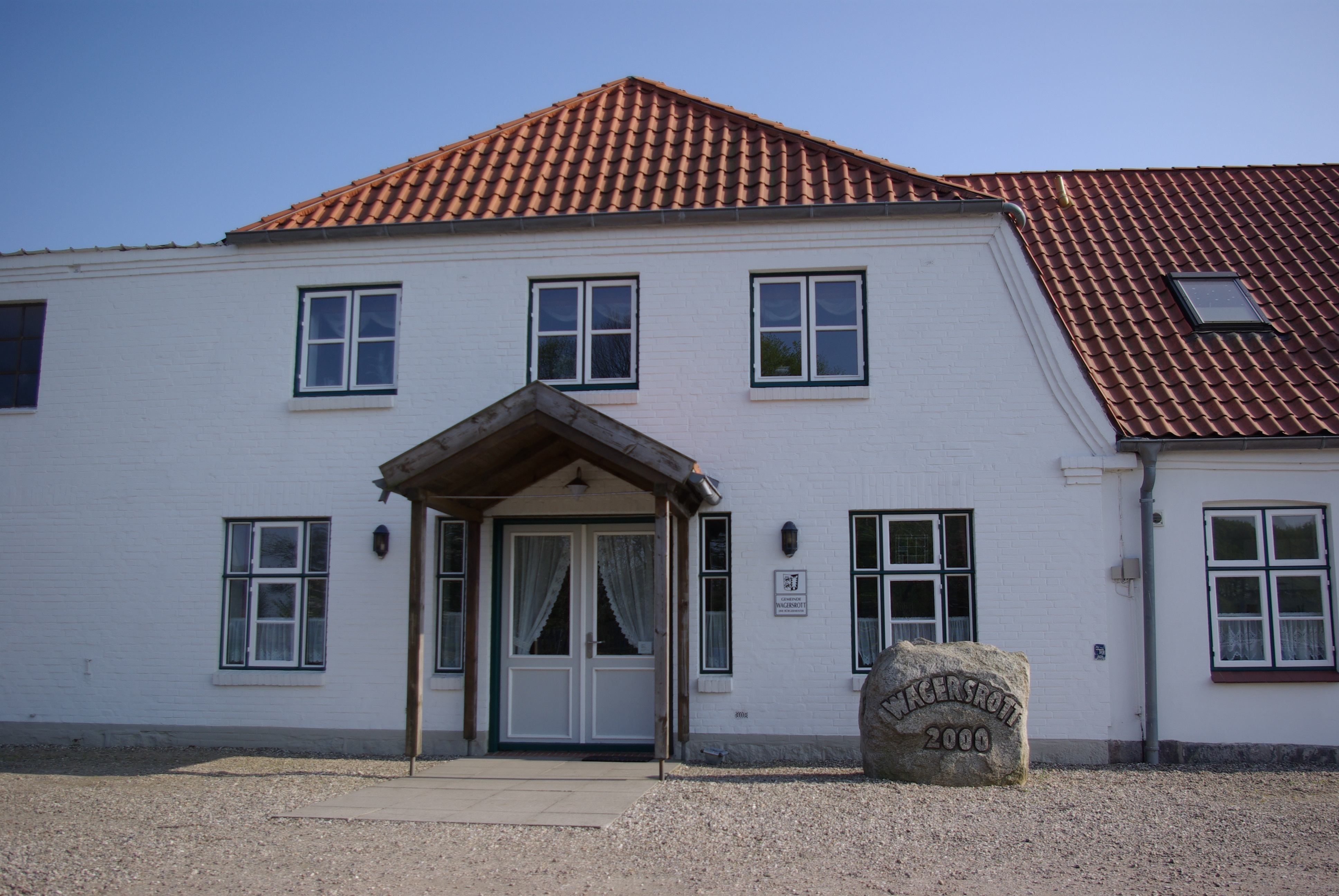
Sitz des Bürgermeisters

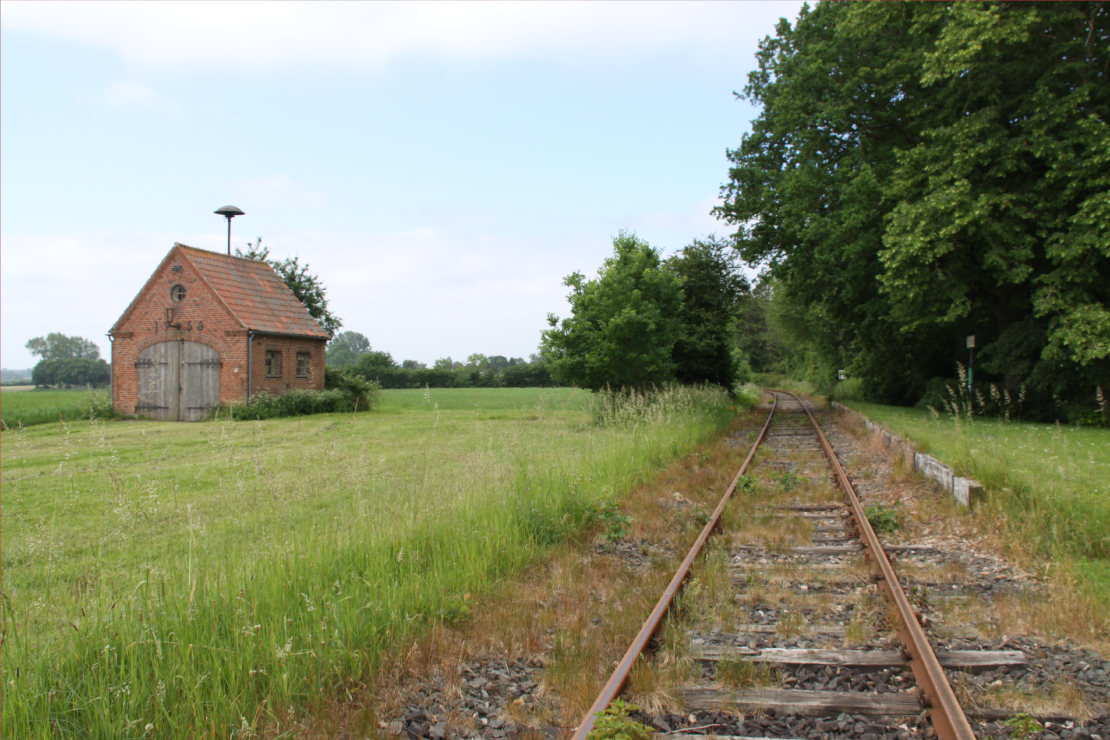
Altes Feuerwehrhaus und Haltepunkt Wagersrott

### Gemeindevertretung
Bei der Kommunalwahl am 14. Mai 2023 wurden insgesamt neun Sitze vergeben. Diese fielen erneut alle an die Kommunale Wählervereinigung Wagersrott. Die Wahlbeteiligung betrug 60,3 %.

### Wappen
Blasonierung: „In Blau eine goldene Spitze, darin ein schwarzes Fachhallenhaus. Oben rechts ein goldener Baumstumpf mit Eichenschößling, oben links ein goldener Pferdekopf.“
Das Fachhallenhaus in der Mitte stellt den Holländerhof dar, ein denkmalgeschütztes Kulturdenkmal der Gemeinde. Die Symbole rechts und links stehen für die beiden Ortsteile Wagersrott und Gangerschild, die Farben Gold und Blau für die Zugehörigkeit zum Kreis Schleswig-Flensburg.

## Wirtschaft
Die Gemeinde ist überwiegend landwirtschaftlich geprägt.

## Sehenswürdigkeiten
In der Liste der Kulturdenkmale in Wagersrott stehen die in der Denkmalliste des Landes Schleswig-Holstein eingetragenen Kulturdenkmale.
Auf dem Holländerhof, einem unter Denkmalschutz stehenden Fachhallenhaus von 1635, war bis 2022 ein Dorfmuseum eingerichtet. Neben einem Bauerngarten mit über hundert historischen Rosensorten umfasste es eine volkskundliche Sammlung. Der Hof diente auch als Filmkulisse für die Fernsehserie Der Landarzt.